# Hjelmserydsstiftelsen
Hjelmserydsstiftelsen är en kristen stiftelse som är verksam kring Hjälmseryds gamla kyrka i södra delen av Sävsjö kommun i centrala Småland. 
1100-talskyrkan, som räknas som en av de mest representativa Njudungskyrkorna, råkade i förfall efter bygget av Hjälmseryds kyrka på 1800-talet, men räddades av en insamling och renoverades på 1930-talet. I anslutning till kyrkan finns en större prästgårdsbyggnad och ett antal andra byggnader som stiftelsen bland annat nyttjar för att driva ett vandrarhem.
Hjelmserydstiftelsen kan räknas som en del av den högkyrkliga rörelsen i Svenska kyrkan.  
Konstnären Eva Spångberg har gjort en rad konstverk i Hjelmseryds gamla kyrka, bland annat altarkrucifixet och en madonnabild.